# Marang Molosiwa
Marang Molosiwa est une actrice, réalisatrice, philanthrope et entrepreneuse botswanaise.

## Biographie

### Carrière

#### En tant que réalisatrice
Elle devient réalisatrice après que MTV ait voulu faire un casting pour la série Shuga Alone Together - Life in Lockdown.